# Rispelsträucher
Die Rispelsträucher (Myricaria) sind eine Pflanzengattung innerhalb der Familie der Tamariskengewächse (Tamaricaceae). Die etwa dreizehn Arten sind in den gemäßigten Gebieten der Nordhalbkugel in Eurasien verbreitet. Die einzige Art in Europa ist die Deutsche Tamariske (Myricaria germanica).

## Beschreibung

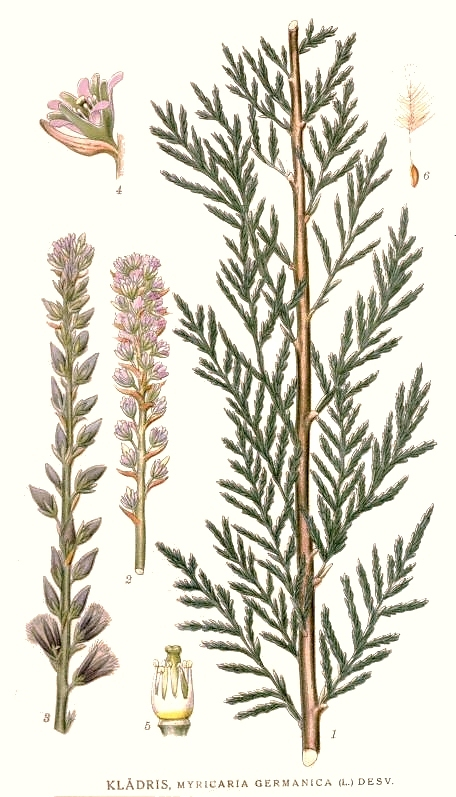
Illustration der Deutschen Tamariske (Myricaria germanica)

### Vegetative Merkmale
Die Rispelsträucher sind meist sommergrüne, niedrige Sträucher, selten Halbsträucher. Sie besitzen wechselständige, schuppenförmige Laubblätter.

### Generative Merkmale
Ihre Blüten stehen endständig in einfachen oder doppelten traubigen Blütenständen. Die Blüten sind fünfzählig. Es sind fünf lange und fünf kurze Staubblätter vorhanden.
Die dreifächerigen Kapselfrüchte enthalten viele Samen.

## Systematik und Verbreitung
Die Gattung Myricaria wurde 1825 durch Nicaise Auguste Desvaux in Annales des Sciences Naturelles (Paris), Band 4, Seite 349 aufgestellt. Typusart ist Myricaria germanica (L.) Desv. Synonyme für Myricaria Desv. sind: Myrtama Ovcz. & Kinzik., Tamaricaria Qaiser & Ali.
Die etwa dreizehn Arten sind in den gemäßigten Gebieten der Nordhalbkugel in Eurasien verbreitet; davon zehn Arten in China, vier davon nur dort.
Es gibt etwa 13 Myricaria-Arten (Auswahl):
- Myricaria bracteata Royle: Sie ist in Zentralasien, Afghanistan, Pakistan, Kaschmir, Indien, in der Mongolei, in der Inneren Mongolei, in Tibet und in den chinesischen Provinzen nordwestliches Gansu, Hebei, nordwestliches Ningxia, Qinghai, Shaanxi, Shanxi sowie Xinjiang verbreitet.[1]
- Myricaria elegans Royle (Syn.: Tamaricaria elegans (Royle) Qaiser & Ali, Myrtama elegans (Royle) Ovcz. & Kinzik.): Es gibt etwa zwei Varietäten:[1]
  - Myricaria elegans Royle var. elegans: Sie kommt in Indien, Pakistan, im nordwestlichen Tibet und im südwestlichen Xinjiang vor.[1]
  - Myricaria elegans var. tsetangensis P.Y.Zhang & Y.J.Zhang: Dieser Endemit gedeiht an Ufern von Fließgewässern in einer Höhenlage von etwa 3500 Metern nur im südöstlichen Tibet.[1]
- Deutsche Tamariske, auch Deutsche Ufertamariske oder Rispelstrauch genannt, (Myricaria germanica (L.) Desv., Syn.: Tamarix germanica L.): Sie kommt in den Europäischen Gebirgen, Kleinasien, Armenien, im Kaukasusraum, Iran und in Afghanistan vor.
- Myricaria laxiflora (Franch.) P.Y.Zhang & Y.J.Zhang: Sie kommt in den chinesischen Provinzen Hubei sowie Sichuan vor.[1]
- Myricaria paniculata P.Y.Zhang & Y.J.Zhang: Sie gedeiht in Höhenlagen von 1000 bis 2800 Metern in Tibet und in den chinesischen Provinzen Gansu, westliches Henan, südöstliches Ningxia, Shaanxi, Shanxi, Sichuan sowie nordwestliches Yunnan.[1]
- Myricaria platyphylla Maxim.: Sie gedeiht in Höhenlagen von 1300 Metern in der Inneren Mongolei und in den chinesischen Provinzen Ningxia sowie nordwestliches Shaanxi.[1]
- Myricaria prostrata Hook. f. & Thomson: Sie ist in Zentralasien, in Pakistan, Indien, Tibet und in den chinesischen Provinzen Gansu, Qinghai sowie Xinjiang verbreitet.[1]
- Myricaria pulcherrima Batalin: Sie kommt nur im südlichen Xinjiang vor.[1]
- Myricaria rosea W.W.Sm.: Sie kommt in Nepal, Bhutan, Indien, südöstlichen Tibet und im nordwestlichen Yunnan vor.[1]
- Myricaria squamosa Desv.: Sie kommt in Zentralasien, in Afghanistan, Pakistan, Indien, Tibet und in den chinesischen Provinzen Gansu, Qinghai, Sichuan sowie Xinjiang und vielleicht in Nepal vor.[1]
- Myricaria wardii C.Marquand: Sie kommt in Nepal und im südöstlichen Tibet vor.[1]